# توماس جوزيف رايلي
توماس جوزيف رايلي (بالإنجليزية: Thomas Joseph Riley)‏ هو كاهن كاثوليكي أمريكي، ولد في 30 نوفمبر 1900 في والثام في الولايات المتحدة، وتوفي في 17 أغسطس 1977.